# Смолански, Давид
Давид Смола́нски Уроса (исп. David Smolansky Urosa; род. 27 мая 1985 года, Каракас), также Дави́д Смола́нский — венесуэльский политик, журналист, бывший мэр муниципалитета Эль-Хатильо, Каракас (с 2013 по 2017). Один из лидеров национального студенческого движения, видная фигура демократической оппозиции режиму Николаса Мадуро, организатор массовых антиправительственных выступлений в стране. Соучредитель партии Народная воля, основатель и руководитель независимой Ассоциации мэров Венесуэлы. Под угрозой тюремного заключения Смолански покинул Венесуэлу 13 сентября 2017 года.

## Биография
Его бабушка и дедушка со стороны отца эмигрировали на Кубу из советской Украины, и спустя почти 50 лет жизни на острове Свободы в 1970 году перебрались в Венесуэлу, когда отцу будущего политика было 13 лет.